# Extragear
KDE Extragear je kolekce aplikací pro prostředí KDE, které jsou součástí projektu KDE. Tyto aplikace nejsou z nejrůznějších důvodů součástí základní distribuce KDE, ale stále jsou částí projektu. Tím jsou více viditelné například pro překladatele nebo dokumentátory.
Je několik možných důvodů, proč tyto aplikace nejsou v jednom z modulů KDE; například:
- duplikace funkcionality
- vysoká specializovanost (třeba Kile)

Nicméně hlavním důvodem je to, že aplikace v Extragearu jsou vydány zcela nezávisle na základních balíčcích KDE (kdelibs, kdebase atd.), což umožňuje jejich vývojářům vyvíjet a vydávat je podle vlastního plánu.

## Seznam aplikací
Některé aplikace, které jsou v Extragearu:
- Amarok, audio přehrávač
- digiKam, pokročilý správce digitálních fotografií
- Filelight, grafické informace o využití disku
- Gwenview, prohlížeč obrázků
- K3b, vypalovací program
- Kaffeine, multimediální a televizní přehrávač
- kdetv, televizní přehrávač
- KPhotoAlbum, fotoalbum
- Kile, LaTeXový editor
- KMLDonkey, frontend pro MLDonkey (mocný nástroj pro P2P sdílení souborů)
- Konversation, IRC klient
- KTorrent, klient pro síť BitTorrent
- Yakuake, emulátor terminálu ve stylu konzole ze hry Quake
- KColorEdit, editor barevných palet
- KMPlayer, video přehrávač
- KFTPGrabber, FTP klient
- Kuickshow, prohlížeč obrázků
- KPlayer, multimediální přehrávač
- KIconEdit, editor ikon